# Wilhelm Grosz
Wilhelm Grosz (Vienne, 11 août 1894 – New York, 10 décembre 1939) (parfois crédité comme Hugh Williams) est un compositeur, pianiste et chef d'orchestre autrichien.

## Biographie
Wilhelm Grosz étudie la musique avec Richard Robert, Franz Schreker et Guido Adler. En 1921, il est nommé chef d'orchestre à l'opéra de Mannheim, mais il revient à Vienne en 1922, où il travaille en tant que pianiste et compositeur. À partir de 1927, il est directeur artistique de la société Ultraphone Gramophone à Berlin. En 1933, il devint chef du Kammerspiele Theater (Wiener Kammerspiele) à Vienne.
Forcé de fuir son pays natal en raison de l'accession au pouvoir des nazis, Grosz s'installe en Angleterre en 1934. Cependant son style musical avant-gardiste, a trouvé peu d'intérêt dans le public. Il a été capable d'appliquer ses dons mélodiques considérable aux paroles de chansons populaires, dont certains sont devenus des succès. La plupart de ses plus célèbres titres ont été écrits avec le parolier Jimmy Kennedy : « Harbour Lights » (1937), « Red Sails in the Sunset » (1935), « When Budapest Was Young » et « Isle of Capri » (1934). Il meurt à New York des suites d'une crise cardiaque.
Les compositions classiques de Wilhelm Grosz comprennent trois opéras, deux ballets, de la musique de scène pour trois pièces de théâtre, les musiques de films, des pièces orchestrales, une Danse symphonique pour piano et orchestre, de la musique de chambre, des pièces pour piano et des lieder.
Afrika-Songs, est un cycle de chansons pour deux voix solistes et ensemble de chambre, créé en 1930. Il utilise des textes par les poètes Afro-Américains, principalement Langston Hughes et dans une saveur de sonorités fortement blues. Les deux Afrika-Songs et une sélection des mélodies populaire, à travers l'œuvre de Grosz, ont été enregistrées dans le milieu des années 1990 par Decca Records, dans le cadre de la série de Entartete Musik (sous-titré « la musique supprimée par le Troisième Reich »).

## Filmographie (sélection)
- Who Takes Love Seriously? (1931)
- His Majesty and Company (1935)

## Sources
- Grove Dictionary of Music and musicians, 5e éd. 1954